# Barduelva
Barduelva (nordsamisk: Álddesjohka) er en 70 kilometer lang elv i Bardu og Målselv kommuner i Troms og Finnmark fylke i det nordlige Norge. Elven har sit udspring i Altevatnet. Efter sammenløbet med Målselva nedenfor Bardufoss danner den Troms fylkes største elv, under navnet Målselva.
Barduelva er det tidligere Troms fylkes største energikilde, og fra Altevatnet til sammenløbet med Målselva er der tre vandkraftværker: Innset, Straumsmo og Bardufoss, med en samlet årsproduktion på 1.253 GWh.
Afvandingsområdet ovenfor Altevatnet er beskyttet mod energiudbygning i henhold til Verneplan III for vassdrag. Den beskyttede del af flodsystemet repræsenterer et energipotentiale på 20 GWh.